# Xã Brawley, Quận Scott, Arkansas
Xã Brawley (tiếng Anh: Brawley Township) là một xã thuộc quận Scott, tiểu bang Arkansas, Hoa Kỳ. Năm 2010, dân số của xã này là 106 người.